# Geelong
Geelong (/dʒɪˈlɒŋ/ jih-LONG) (wathawurrung: Djilang/Djalang) er en havneby i den australske delstat Victoria. Den er beliggende i den østlige del af Corio Bay (den vestlige del af Port Phillip) omkring 65 kilometer sydvest for Melbourne, hovedstaden i Victoria. Geelong er den næststørste by i Victoria (efter Melbourne) med 180.239 indbyggere i 2021. Byen er et knudepunkt for trafik mellem det vestlige Victoria og Melbourne. Geelong har dertil færgeforbindelse til Tasmanien.
Geelong er det administrative centrum for lokalregeringsområdet City of Greater Geelong, der ikke kun omfatter byen men også mere landlige områder nord og øst for byen, bl.a. Bellarine-halvøen.
Oprindeligt boede den aboriginske stamme Wadawurrung, hvor Geelong nu ligger. Det moderne navn Geelong, som stammer fra 1827, kommer også fra det lokale navn for stedet, Djilang, som man mener betyder "land", "klipper" eller "tange eller halvø". Området blev første gang opmålt af europæiske bosættere i 1838, tre uger efter Melbourne. Et postkontor åbnede i juni 1840 som det andet i området omkring Port Phillip. Den første lagerbygning til uld stammer også fra denne periode, hvor Geelong hurtigt blev havneby for uldindustrien i hele det vestlige Victoria.
Under guldfeberen i Victoria i 1850'erne oplevede byen et opsving som havn for guldfelterne omkring Ballarat. I 1860'erne begyndte en udvikling, der gjorde Geelong til en vigtig industriby med uldfabrikker, rebslagerier og papirmøller. Byen fik officielt status som city i 1910. Væksten i industrisektoren fortsatte, og indbyggertallet nåede 100.000 midt i 1960'erne. De sidste årtier er væksten i Geelong fortsat, til trods for at industriproduktionen er faldet. Stor vækst i serviceindustrien har mere end kompenseret for dette. En fornyelse af den indre by har pågået siden 1990'erne og Geelong er en af Australiens hurtigst voksende byer.
Byen er kendt for Geelong Football Club, som er den næstældste klub i Australian Football League (australsk fodbold).

## Historie

### Tidlig historie
Området hvor Geelong nu ligger samt hele Bellarine-halvøen hørte oprindeligt til den aboriginske stamme Wadawurrung (også kendt som Wathaurong). Den første europæer, som vides at have besøgt området, var løjtnant John Murray, som førte briggen HMS Lady Nelson. Han ankrede op uden for Port Phillip Heads (den smalle indsejling til Port Phillip, som både Geelong og Melbourne nu ligger ud til). 1. februar 1802, sendte han en lille båd med 6 mænd ind for at udforske bugten. John Bowen ledte den lille gruppe, som udforskede de nærmeste steder og vendte tilbage til Lady Nelson 4. februar. De havde positive tilbagemeldinger, og 14. februar sejlede Lady Nelson ind i Port Phillip og forlod først bugten 12. marts. I løbet af denne tid udforskede Murray bl.a. Geelong-området og erklærede hele området omkring bugten for britisk. Han navngav bugten Port King, efter Philip Gidley King, guvernøren af New South Wales. Guvernør King omdøbte den senere til Port Phillip efter den første guvernør i New South Wales, Arthur Phillip. Kort efter Murray nåede Matthew Flinders til Port Phillip 27. april 1802. Han troede, han var den første europæer i bugten og kortlagde den. Han forlod Port Phillip allerede den 3. maj, da han ønskede at nå tilbage til Sydney, før vinteren satte ind.
I januar 1803 ankom New South Wales' landinspektør Charles Grimes til Port Phillip på kanonbåden Cumberland og lavede en rigtig opmåling af området. Han rapporterede tilbage til guvernøren, at området var uegnet til bosættelse og vendte tilbage til Sydney 27. februar. I oktober samme år ankom oberstløjtnant David Collins på HMS Calcutta til Port Phillip for at grundlægge en straffekoloni i Sullivan Bay. Collins var utilfreds med det valgte sted og sendte en lille gruppe anført første af løjtnant J.H. Tuckey afsted for at undersøge alternative steder. Gruppen opholdt sig fra 22. til 27. oktober på de nordlige bredder af Corio Bay, hvor den første aboriginer blev dræbt af en europæer i Victoria. Collins fandt ingen tilfredsstillende steder til straffekolonien, og han fik tilladelse af guvernør King til at flytte kolonien til Tasmanien. Straffefangen William Buckley nåede at undslippe fra Sullivan Bay i 1803, og han levede de næste 32 år med Wadawurrung-stammen på Bellarine Peninsula, før han overgav sig til myndighederne. Han blev senere benådet af viceguvernøren i Tasmanien Sir George Arthur og blev derefter brugt som tolk.
De næste europæere, der besøgte området, var de to opdagelsesrejsende Hamilton Hume og William Hovell, som rejste over land. De nåede den nordlige del af Corio Bay 16. december 1824. De registrerede de lokale aboriginske navne for området som Corayo og bugten som Djillong. Hume og Hovell havde fået til opgave at rejse over land fra Sydney til Port Phillip, og da de havde gjort det, startede de deres rejse tilbage allerede to dage senere 18. december.
I 1835 havde John Batman, der var med til at grundlægge Melbourne, en lejr ved Indented Head på Bellarine-halvøen, hvor han efterlod flere folk, mens han rejste tilbage til Tasmanien (dengang kendt som Van Diemen's Land) efter sin familie og flere forsyninger.
I marts 1836 bosatte tre mænd, David Fisher, James Strachan og George Russell sig i området som 'squatters' (uden myndighedernes tilladelse). Geelong blev først opmålt af landmåler W. H. Smythe tre uger efter Melbourne, og blev erklæret en by 10. oktober 1838. Der var allerede en kirke, hotel, lagerbygninger, 82 huse og en befolkning på 545. I 1841 var den første uld blevet sendt til England og der var dampfærgeforbindelse til Melbourne. Kaptajn Foster Fyans blev udnævnt til politichef i 1837 og etablerede sig selv på det sted ved Barwon River, der i dag kaldes Fyansford. Fyans lavede den første optælling af den indfødte befolkning og nåede frem til, at 275 boede i området. Fyans uddelte tæpper, sukker og mel til de indfødte, men snart beordrede han sine soldater til at true med at skyde, da der udbrød optøjer, da der ikke var tæpper til alle. Fyans byggede et stemmeværk i Barwon River for at forhindre at det salte vand fra det nederste løb blandede sig med det ferske vand længere oppe. Således sikrede han vandforsyning til byen. I 1849 blev Fyans den første borgmester i Geelong Town Council. En af de første bosættere i Geelong var Alexander Thomson, der fem gange var borgmester i Geelong fra 1850 til 1858.

### Anden halvdel af det 19. århundrede: Guldfeber og den første industri
Efter guldfund i nærheden af Ballarat (ca. 80 km mod nordvest) i 1851 steg indbyggertallet i Geelong, som var nærmeste havneby, til 23.000 midt i 1850'erne. I Melbourne, som følte sin position truet, blev der lavet et falsk kort, som viste, at den hurtigste vej til guldfelterne gik via Melbourne. Avisen Geelong Advertiser blev udgivet første gang i 1840 af James Harrison, som også byggede verdens første praktisk fungerende maskine til fremstilling af is i 1851. I 1854 byggede han den første kommercielle maskine ved Barwon River, som han patenterede i 1855. I 1856 byggede han et køleanlæg til et bryggeri i Bendigo. Herefter gik det stærkt og han fik en lang karriere inden for køling, som førte ham til Melbourne først og senere England. Han vendte dog tilbage til Geelong inden sin død i 1893.
Geelong Hospital åbnede i 1852 og byggeriet af rådhuset, Geelong City Hall, begyndte i 1855. Byggeriet af en ny havn, Port of Geelong, startede med udgravningen af den første skibskanal gennem den sandbanke, der går tværs over Corio Bay i 1853. Jernbanen, der forbinder Geelong og Melbourne blev bygget i 1857 af Geelong and Melbourne Railway Company. I 1850 blev kaniner blev introduceret til Australien af Thomas Austin, som importerede dem fra England for at kunne jage dem på sin ejendom Barwon Park nær Winchelsea. Et af Geelongs mest kendte varehuse, Bright and Hitchcocks åbnede i 1861, og fængslet HM Prison Geelong, der var bygget af straffefanger, åbnede i 1864.
I 1866 startede Graham Berry avisen Geelong Register som en konkurrent til den veletablerede Geelong Advertiser. Den var ingen succes, så i stedet købte han Advertiser og lagde de to aviser sammen med ham selv som redaktør. Med avisen som platform blev han i 1869 valgt til Victorias underhus for Geelong West. I 1877 skiftede han til Geelong, som han repræsenterede indtil 1886. Han blev senere Victoria premierminister i 1875, 1877–1880 og 1880–1881. På markedspladsen midt i byen blev et klokketårn bygget i 1856, og en udstillingsbygning blev åbnet i 1879.
Under guldfeberen voksede både Ballarat og Bendigo sig større end Geelong. I Melbourne kaldte man Geelong 'Sleepy Hollow' (sovende hul), en betegnelse som holdt ved i mange år. Flere industrivirksomheder startede dog i Geelong, bl. a. Victorias første uldfabrik i South Geelong i 1868. I 1869 gik klipperen Lightning i brand ved kajen i Yarra Street. Man frigjorde fortøjningerne, og skibet drev ud i bugten, hvor det blev sænket med artilleri. Allerede i 1860'erne blev byen kaldt 'The Pivot' (omdrejningspunktet), på grund af den centrale beliggenhed i forhold til det vestlige Victoria. Infrastrukturen i og omkring Geelong blev yderligere forbedret med forlængelsen af jernbanen til Colac mod vest i 1876 og til Queenscliff mod sydøst i 1879. I 1881 begyndte udgravningen af en ny og dybere skibskanal, som stod færdig i 1893.
Hestevæddeløbet Geelong Cup blev afholdt første gang i 1872, og Victorias første langdistance telefonopkald blev foretaget mellem Geelong og Queenscliff (30 km mod sydøst) 8. januar 1878, kun et år efter telefonen blev opfundet. Geelong havde også en betydelig vinproduktion indtil vinplanterne blev angrebet af skadedyret phylloxera vastatrix ved Fyansford i 1875. Victorias regering besluttede, af alle vinplanter i området omkring Geelong skulle destrueres for at forhindre skadedyret i at sprede sig. Først i 1960'erne begyndte man at dyrke vin ved Geelong igen. Mellem 1886 og 1889 byggede de større banker og forsikringsselskaber nye og større hovedsæder. Det eksisterende Geelong Post Office blev bygget på denne tid og Gordon Technical College blev grundlagt. Industrivæksten fortsatte og Fyansford cementfabrik startede i 1890.

### Første halvdel af det 20. århundrede: Byen udvikler sig
I 1902 fik Geelong elektrisk lys fra Geelong Power Station. Geelong fik officielt status som city 8. december 1910. Elektriske sporvogne kørte fra 1912 mellem centrum og forstæderne indtil de blev nedlagt i 1956. Den første af mange forretninger på Market Square åbnede i 1913, og den første Gala Day (byfest) blev afholdt i 1916.
Geelongs industrivækst accelererede i 1920'erne: uldfabrikker, gødningsfabrikker, Ford Motor Company's fabrik ved Norlane og et whisky-destilleri i Corio blev alle startet i denne periode. Geelong Advertisers radiostation 3GL (nu K-Rock) begyndte at sende i 1930, Kystvejen Great Ocean Road åbnede i 1932, og i 1934 stod T & G-bygningen færdig på en af de mest prominente adresser i byen.
I 1936 var Geelong blevet større end Ballarat og var nu den næststørste by i Victoria.
I 1938 sejlede dampskibet Edina sin sidste tur til Geelong. Det var slutningen på en næsten 100 år lang periode med dampskibe i Port Phillip Bay, med udflugtsture og konkurrencer om de hurtigste rejser mellem Geelong og Melbourne. Den populære badestrand Eastern Beach fik en større opgradering med pool og et stort hajsikret havbad, som stod færdig i 1939 efter næsten 10 års arbejde.
Kort før starten af 2. verdenskrig åbnede International Harvester en fabrik ved siden af Ford på North Shore, sammen med en kornelevator ved den nærtliggende Corio Quay og Shell Australias olieraffinaderi.

### Efterkrigstiden
Sociale boliger blev bygget i forstæderne East Geelong, Norlane, North Shore og Corio fra 1950'erne. I 1952 gik Barwon River over sine bredder og oversvømmede Belmont Common.
Geelong fortsatte med at vokse. Især forstæderne Corio, Highton og Belmont voksede med en sådan hast, at Geelong i februar 1967 stod for 21% af de nye privatboliger som blev bygget i Greater Melbourne. Bilen blev det nye foretrukne transportmiddel. De første parkometere i byen kom i 1961, nye tankstationer blev bygget, og byens første supermarked åbnede i 1965. Industrivæksten fortsatte med endnu en cementfabrik ved Waurn Ponds i 1964 og Alcoas Point Henry aluminiumsværk i 1962.
I 1973 reducerede den australske regering importafgifterne, og det førte til lukning af mange af Geelongs industrivirksomheder. De fleste uldfabrikker lukkede i 1974 og flere hektarer med lagerbygninger i byens centrum stod tomme efter måden, man solgte og håndterede ulden på, ændrede sig. I 1974 åbnede Deakin University i Waurn Ponds, og kulturcenteret Geelong Performing Arts Centre åbnede i 1981.
Senere åbnede Australian Animal Health Laboratory i 1985 og National Wool Museum i 1988.
Market Square, der var det første indendørs shopping center i byen, åbnede i 1985. Det næste, Bay City Plaza, åbnede ved siden af i 1988. Sparekassen Pyramid Building Society blev grundlagt i Geelong i 1959. Den kollapsede i 1990 med en gæld på 1,3 milliarder AUD fordelt på 200.000 indskydere, hvilket medførte, at Geelongs økonomi stagnerede. 18 maj 1993 blev lokalregeringsområdet City of Greater Geelong oprettet ved sammenlægning af en række mindre kommuner med City of Geelong. En ny udbygning af havnefronten Waterfront Geelong startede i 1994. Den var designet til øge brugen af og den rekreative værdi af Corio Bay. I 1995 gik Barwon River over sine bredder i den værste oversvømmelse siden 1952.

### Det 21. århundrede
I 2004 blev Avalon Airport udbygget, så den kunne håndtere passagertrafik. Lufthavnen er siden blev brugt som base af lavprisselskabet Jetstar.
I 2009 flyttede Victoria hovedkvarteret for Transport Accident Commission, som står for trafiksikkerhed og genoptræning af personer med trafikskader, fra Melbourne til Geelong og skabte dermed 650 nye arbejdspladser i byen.
Geelongs nye bibliotek og kulturcenter, Library and Heritage Centre, åbnede november 2015. Centeret har forskningsfaciliteter, udstillingsområder og udstiller Geelongs kulturarv, moderne såvel som indfødt. Centeret fik tildelt prisen Sir Zelman Cowen Award for offentlig arkitektur i 2016.
I oktober 2016 lukkede Ford sin fabrik i Geelong efter mere end 90 års produktion.

## Geografi
Geelong ligger ved den vestlige del af bugten Corio Bay, som udgør den vestlige del af den større bugt Port Phillip Bay. I klart vejr er Melbournes skyline synlig ud over Port Phillip fra de højere beliggende dele af Geelong. Barwon River løber gennem gennem den sydlige del af byens centrum før den går ud i Lake Connewarre og derfra videre til Bass Strait. Geelong ligger lige øst for passagen mellem de to lave bjergkæder Otway Ranges og Brisbane Ranges, og er derfor et knudepunkt for trafik mellem Melbourne og den vestlige del af Victoria.
Geologisk dateres de ældste klipper i området til kambrium for 500 millioner år siden. Der var vulkansk aktivitet i området i devon for mere end 350 millioner år siden. I forhistorisk tid var store dele af de lave områder, hvor Geelong nu ligger, dækket af hav, og Barwon Rivers udløb lå ved Belmont Common. Flodens løb blev ændret, da Mount Moriac gik i udbrud og lavastrømme flød øst mod Geelong.
Øst for byen ligger bakkerne Bellarine Hills og det bakkede sletteområde på Bellarine-halvøen. Mod vest ligger bakkerne Barrabool Hills, der består af sandsten, og Mount Duneed, der er en udslukket vulkan. De vulkanske sletter nord for Geelong strækker sig til Brisbane Ranges og You Yangs. Jorden varierer fra sandet lerjord og basalt til rig vulkansk jord, som er velegnet til intensivt landbrug, græsning og skovbrug.
Mange byggematerialer er udvundet omkring Geelong, som f.eks. 'bluestone' fra You Yangs og sandsten fra Brisbane Ranges. Mindre mængder af brunkul findes omkring Geelong. Primært ved Anglesea, hvor det er blevet gravet til kraftværket Anglesea Power Station siden 1969. Kalk er også blevet gravet til cement-produktionen i Fyansford siden 1888 og i Waurn Ponds siden 1964.

### By og forstæder
Geelong blev anlagt på Corio Bays bredder, hvor den indre by nu ligger. Byen bredte sig derfra mod syd til Barwon River. Større udvikling syd for floden i Belmont startede først i 1920'erne og tog for alvor fart med en ny bro over floden i 1926 og sporvognsforbindelse i 1927. Industrivirksomhederne placerede sig fortrinsvis ved Corio Bay for at få nem adgang til havnen eller ved Barwon River for spildevandsudledning.
I mellemkrigstiden og efterkrigstiden blev der anlagt nye industrivirksomheder i de nordlige forstæder, som var ret flade. Boligområder spredte sig også mod nord til Corio og Norlane, med sociale boliger bygget til arbejderne i de nye industrivirksomheder. Fra 1960'erne blev der også bygget boliger i bakkerne i Highton i syd og i North Geelong efterfulgt af Grovedale i 1970'erne. Flere områder med lettere industri blev etableret i Breakwater, Moolap og South Geelong.
I 1970'erne blev flere industriområder i den indre by forladt, og i 1980'erne begyndte en byfornyelse i området, som kulminerede med den nye havnefront Waterfront Geelong. De indre arbejderforstæder Geelong West, North Geelong og South Geelong er også blevet gentrificeret. I dag vokser byen mod nord til Lara, mod øst til Leopold og mod syd til Mount Duneed i det område, som kaldes Armstrong Creek Growth Area.

### Klima
Geelong har et stabilt klima, men alligevel fire tydelige årstider. Den har et tempereret oceanisk klima (Cfb i Köppens klimaklassifikation) med overvejende vestlig vind, skiftende skydække, moderat nedbør, varme somre og milde til kølige vintre. Februar er den varmeste måned og juli den koldeste. Den højest registrerede temperatur er 47,4 °C 7. februar 2009 under en to uger lang hedebølge. Den laveste temperatur er -4,3 °C målt 5. august 1997. Den årlige nedbør ligger omkring 520 mm, som gør Geelong til den tørreste større by i Australien. Det skyldes af Geelong ligger i udpræget regnskygge bag Otway Ranges i sydvest. Inde i byen er der stor forskel på nord og syd. Den sydligste del får mest nedbør (700 mm i de sydligste forstæder), mens Lara i nord kun får 425 mm, som er det laveste i det sydlige Victoria.
| Klimadata for Geelong (Avalon Airport) 1995–2020 gennemsnit, 1995–2022 ekstremer | Klimadata for Geelong (Avalon Airport) 1995–2020 gennemsnit, 1995–2022 ekstremer | Klimadata for Geelong (Avalon Airport) 1995–2020 gennemsnit, 1995–2022 ekstremer | Klimadata for Geelong (Avalon Airport) 1995–2020 gennemsnit, 1995–2022 ekstremer | Klimadata for Geelong (Avalon Airport) 1995–2020 gennemsnit, 1995–2022 ekstremer | Klimadata for Geelong (Avalon Airport) 1995–2020 gennemsnit, 1995–2022 ekstremer | Klimadata for Geelong (Avalon Airport) 1995–2020 gennemsnit, 1995–2022 ekstremer | Klimadata for Geelong (Avalon Airport) 1995–2020 gennemsnit, 1995–2022 ekstremer | Klimadata for Geelong (Avalon Airport) 1995–2020 gennemsnit, 1995–2022 ekstremer | Klimadata for Geelong (Avalon Airport) 1995–2020 gennemsnit, 1995–2022 ekstremer | Klimadata for Geelong (Avalon Airport) 1995–2020 gennemsnit, 1995–2022 ekstremer | Klimadata for Geelong (Avalon Airport) 1995–2020 gennemsnit, 1995–2022 ekstremer | Klimadata for Geelong (Avalon Airport) 1995–2020 gennemsnit, 1995–2022 ekstremer | Klimadata for Geelong (Avalon Airport) 1995–2020 gennemsnit, 1995–2022 ekstremer |
| Måned                                                                            | Jan                                                                              | Feb                                                                              | Mar                                                                              | Apr                                                                              | Maj                                                                              | Jun                                                                              | Jul                                                                              | Aug                                                                              | Sep                                                                              | Okt                                                                              | Nov                                                                              | Dec                                                                              | År                                                                               |
| -------------------------------------------------------------------------------- | -------------------------------------------------------------------------------- | -------------------------------------------------------------------------------- | -------------------------------------------------------------------------------- | -------------------------------------------------------------------------------- | -------------------------------------------------------------------------------- | -------------------------------------------------------------------------------- | -------------------------------------------------------------------------------- | -------------------------------------------------------------------------------- | -------------------------------------------------------------------------------- | -------------------------------------------------------------------------------- | -------------------------------------------------------------------------------- | -------------------------------------------------------------------------------- | -------------------------------------------------------------------------------- |
| Rekord maks                                                                      | 46,3                                                                             | 47,9                                                                             | 42,0                                                                             | 36,1                                                                             | 28,0                                                                             | 23,6                                                                             | 22,5                                                                             | 25,9                                                                             | 31,3                                                                             | 37,8                                                                             | 41,8                                                                             | 45,8                                                                             | 47,9                                                                             |
| Maks °C                                                                          | 26,6                                                                             | 26,2                                                                             | 24,4                                                                             | 20,5                                                                             | 17,3                                                                             | 14,7                                                                             | 14,2                                                                             | 15,4                                                                             | 17,8                                                                             | 20,3                                                                             | 22,6                                                                             | 24,5                                                                             | 20,4                                                                             |
| Min °C                                                                           | 14,2                                                                             | 14,5                                                                             | 12,6                                                                             | 9,7                                                                              | 7,7                                                                              | 5,7                                                                              | 5,2                                                                              | 5,5                                                                              | 6,7                                                                              | 8,1                                                                              | 10,6                                                                             | 11,9                                                                             | 9,4                                                                              |
| Rekord min °C                                                                    | 4,5                                                                              | 6,8                                                                              | 2,9                                                                              | 0,6                                                                              | −1,3                                                                             | −2,9                                                                             | −4,0                                                                             | −4,4                                                                             | −1,7                                                                             | 0,1                                                                              | 2,6                                                                              | 4,6                                                                              | −4,4                                                                             |
| Regnfald mm                                                                      | 31,1                                                                             | 35,0                                                                             | 24,8                                                                             | 39,8                                                                             | 32,4                                                                             | 40,5                                                                             | 36,1                                                                             | 38,3                                                                             | 40,2                                                                             | 40,9                                                                             | 50,7                                                                             | 28,5                                                                             | 439,2                                                                            |
| Regnvejrsdage (≥ 0.2 mm)                                                         | 6,0                                                                              | 5,7                                                                              | 6,7                                                                              | 9,7                                                                              | 11,9                                                                             | 13,8                                                                             | 15,4                                                                             | 15,2                                                                             | 13,6                                                                             | 12,0                                                                             | 9,9                                                                              | 8,5                                                                              | 128,4                                                                            |
| Relativ fugtighed (%)                                                            | —                                                                                | —                                                                                | —                                                                                | —                                                                                | —                                                                                | —                                                                                | —                                                                                | —                                                                                | —                                                                                | —                                                                                | —                                                                                | —                                                                                | 57                                                                               |
| Relativ fugtighed, eftermiddag (%)                                               | 50                                                                               | 49                                                                               | 49                                                                               | 56                                                                               | 64                                                                               | 68                                                                               | 66                                                                               | 62                                                                               | 58                                                                               | 53                                                                               | 54                                                                               | 53                                                                               | 56,8                                                                             |
| Kilde 1: Bureau of Meteorology, Avalon Airport (1991–2020)                       |                                                                                  |                                                                                  |                                                                                  |                                                                                  |                                                                                  |                                                                                  |                                                                                  |                                                                                  |                                                                                  |                                                                                  |                                                                                  |                                                                                  |                                                                                  |
| Kilde 2: Bureau of Meteorology, Avalon Airport (all years)                       |                                                                                  |                                                                                  |                                                                                  |                                                                                  |                                                                                  |                                                                                  |                                                                                  |                                                                                  |                                                                                  |                                                                                  |                                                                                  |                                                                                  |                                                                                  |

## Demografi
| Befolkningsudvikling | Befolkningsudvikling |
| -------------------- | -------------------- |
| 2001                 | 129.668              |
| 2006                 | 137.220              |
| 2011                 | 143.921              |
| 2016                 | 157.104              |
| 2021                 | 180.239              |

Ved folketællingen i 2021 boede der 180.239 indbyggere i Geelong i 78.090 husstande. Medianalderen var 37, mens 17,6% af indbyggerne var børn i alderen 0–14 år, og 17,6% var 65 år eller ældre. De tilsvarende til for hele Australien var 38, 18,2% og 17,2%. Medianhusstandsindkomsten var 1.570 AUD om ugen, et stykke under den nationale median på 1.746 AUD. Geelong voksede med 2,8% i 2018/19, hvilket var den højeste vækstrate blandt Australiens 25 største byer.
75,9% af indbyggerne i Geelong er født i Australien. Derudover er de almindeligste fødesteder: England (2,7%), Indien (2,5%), New Zealand (1,0%), Kina (0,8%) og Filippinerne (0,8%). 15,8% af alle husstande taler et andet sprog en engelsk i hjemmet. To etniske grupper har en lang historie i Geelong. De første kroater kom til byen i 1850'erne og med indvandringen efter 2. verdenskrig, har Geelong det største kroatiske lokalsamfund i Australien. Den anden gruppe er tyske bosættere som grundlagde Germantown (nu Grovedale) i 1849. De var udvandret fra Preussen på grund af deres lutheranske tro.
I 2021 var den mest udbredte religion i Geelong katolicisme med 22,5%. St. Mary of the Angels Basilica har byens største menighed. 43,6% havde ingen religion, mens 7,1% var anglikanere.

## Økonomi
Mere end 17.000 virksomheder beskæftiger over 160.000 mennesker i Geelong-regionen. Flest arbejder i social- og sundhedssektoren (17,5%), byggeri (11,0%), detailhandel (10,9%) og uddannelse (9,7%). I 2011 var 11,9% beskæftiget i industrivirksomheder, men det var i 2021 faldet til 6,4%.
Store arbejdspladser i Geelong lukkede i 2010'erne. Det gjaldt Ford Motor Companys fabrik i Norlane (lukket i 2016), flyvedligehold i Avalon Airport, hovedkvarteret for Target Australia (lukket i 2018) og Shells olieraffinaderi i Corio. Alligevel var arbejdsløsheden i 2023 nede på 2,9%, lavere end det nationale gennemsnit på 3,6%. To store offentlige arbejdspladser er flyttet til Geelong. Victorias Transport Accident Commission flyttede til Geelong i 2009 og i 2019 åbnede National Disability Insurance Agency (NDIA), som er en institution, der hjælper handicappede. GMHBA Limited, der udbyder sundhedsforsikringer, har også sit hovedkvarter i Geelong.
Tre større forskningsinstitutioner ligger i Geelong-regionen: CSIRO Australian Animal Health Laboratory i East Geelong, CSIRO Division of Textiles and Fibres Technology i Belmont og Marine and Freshwater Resources Institute ved Queenscliff.
I 2018/19 havde Geelong og Bellarine-halvøen 5,1 millioner turistovernatninger. Heraf var de 1,4 millioner internationale gæster. Derudover var der 3,9 millioner dagturister. Indtil Covid-19 pandemien startede i 2020 var turismen kraftig stigende. De største turistattraktioner i Geelong er området omkring Waterfront Geelong og Eastern Beach ved Corio Bay. Andre populære steder er National Wool Museum, Geelong Library and Heritage Centre og Little Malop Street. Geelong har mere end 30 historiske bygninger, som er medtaget på Victoria kulturarvsliste Victorian Heritage Register. Geelong-regionen er regelmæssigt vært for internationale arrangementer som f.eks. Australian International Airshow.
Geelong har flere butiksområder i centrum såvel som i forstæderne. De to største indkøbscentre, Westfield Geelong og Market Square, ligger begge i centrum.

## Politik
Geelong er en del af lokalregeringsområdet City of Greater Geelong. Det blev oprettet i 1993 ved en sammenlægning af flere mindre kommuner i området. Lokalregeringsrådet mødes i Geelong City Hall i det centrale Geelong. Byen er delt op i fire valgkredse - Brownbill (centrale Geelong og indre forstæder), Bellarine, Kardinia (sydlige Geelong, syd for Barwon River) og Windermere (nordlige forstæder). Brownbill, Kardinia og Bellarine har hver tre rådsmedlemmer, mens Windermere har to.
Fra 2012 til 2016 blev borgmesteren valgt direkte for en fireårig periode. Entreprenør og tidligere paparazzo Darryn Lyons blev valgt til borgmester i 2013. 16. april 2016 afsatte delstatsregeringen i Victoria borgmesteren og rådsmedlemmerne i Greater Geelong City Council, efter at en undersøgelseskommission havde konkluderet, at lokalregeringsrådet var præget af konflikter og ude af stand til at styre Geelongs økonomiske udfordringer, samt at lederskabet var dysfunktionelt, og at der var en mobningskultur. Delstaten udnævnte administratorer til at styre lokalregeringen, indtil nye valg blev afholdt i 2017.
I delstatspolitik dækker valgkredsene Geelong, South Barwon, Lara og Bellarine hele Geelong-regionen. Ved delstatsvalget i 2022 blev alle fire valgkredse vundet af Australian Labor Party. Lara og Geelong regnes for at være sikre Labor-kredse. Labor har også et stigende overtag i South Barwon mens Bellarine er mere tæt.
I føderal politik er der to valgkredse, Division of Corio og Division of Corangamite, som dækker Geelong-regionen. Corio dækker den nordlige halvdel af Geelong og har været en sikker plads for Australian Labor Party siden 1970'erne, men er tidligere blevet vundet af Richard Casey, et ledende konservativt kabinetsmedlem i 1930'erne og senere generalguvernør i Australien, såvel som Hubert Opperman, en tidligere verdensmester i cykling og en fremtrædende minister i 1960'erne. Det blev også vundet af Gordon Scholes, som var speaker i Whitlams regering. I 2022 blev vicepremierminister Richard Marles valgt i Corio.
Corangamite, som svarer til den sydlige halvdel af Geelong samt Bellarine-halvøen, har traditionelt været et sikkert sæde for Liberal Party. Den senere premierminister i Australien James Scullin blev valgt i denne kreds i 1910'erne. På grund af demografiske ændringer har det ændret sig, og i 2019 blev det vundet af Libby Coker fra Australian Labor Party til det føderale valg i 2019 og igen i 2022.

## Kultur

### Festivaler og kunst
Royal Geelong Show er et dyrskue, der bliver afholdt hvert år på Geelong Showgrounds. Den multikulturelle festival Pako Festa bliver afholdt årligt i februar. Gala Day var en populær byfest med parade og underholdning, som blev afholdt første gang i 1917. Opbakningen svandt dog de seneste år, og den blev afholdt sidste gang i 2022. Geelong er også vært for musikfestivaler som Meredith Music Festival, Offshore Festival, Poppykettle Festival og National Celtic Festival. Den internationale fotoudstilling og -konkurrence VIGEX afholdes hvert andet år i Geelong. VIGEX står for "VIctoria Geelong EXhibition" og er blevet afholdt siden 1980.
Geelong blev udnævnt til UNESCO Creative City of Design i 2017. Byens vigtigste kultursteder er Geelong Performing Arts Centre (kendt som "GPAC"), Costa Hall-auditoriet med 1500 pladser Geelong Art Gallery og Geelong Library and Heritage Centre.
Back to Back Theatre er en international kendt moderne australsk teatergruppe, som har base i Geelong. Skuespillerne er psykisk eller fysisk handicappede. Truppen arbejder med emner som politik, etik og filosofi og turnerer nationalt og globalt. I 2022 fik Back to Back Theatre tildelt den Internationale Ibsenpris på 2,5 millioner NOK.
Geelong Historical Society er et privat selskab, der arbejder med Geelongs historie. Selskabet er knyttet til Geelong Heritage Centre, som ligger i biblioteket, der åbnede i 2015.

### Medier
Avisen Geelong Advertiser er blevet udgivet siden 1840 og er det ældste avisnavn i Victoria og det næstældste i Australien.
Geelong er en del af Melbourne licensområde og kan modtage alle free-to-air tv-stationer i Melbourne (ABC, SBS, Seven, Nine, Ten og den lokale C31). I Geelong-regionen kan man også modtage kabel-tv og satellit-tv gennem operatørerne Foxtel og Neighbourhood Cable.
Der er flere lokalradioer i Geelong, ligesom de fleste lokalradioer i Melbourne kan høres i Geelong.

### Sport
Australsk fodbold er den mest populære sport i Geelong. Geelong Football Club, som blev grundlagt i 1859, er den næstældste klub i den bedste række, Australian Football League (AFL) og er en af verdens ældste fodboldklubber. Indtil South Melbourne flyttede til Sydney i 1981, var det den eneste klub i VFL/AFL, som ikke lå i Melbourne. Klubben vandt senest mesterskabet i 2022 og har mere end 82.000 medlemmer og i gennemsnit over 30.000 tilskuere på hjemmebanen Kardinia Park. Klubben har også et reservehold i Victorian Football League.
Det er kun i australsk fodbold, at Geelong er repræsenteret i den bedste række i de australske professionelle holdsportsgrene.
Geelong har en hestevæddeløbsklub, Geelong Racing Club, som blandt andet arrangerer Geelong Cup hvert år i oktober. Geelong Cup blev første gang afviklet i 1872 og regnes som et af de vigtigste løb op til Melbourne Cup.
Cykelløbet Cadel Evans Great Ocean Road Race, som er opkaldt efter vinderen af Tour de France i 2011, starter i byen. Det går derefter gennem Barwon Heads på Bellarine-halvøen, forbi den kendte surf-strand Bells Beach i Surf Coast Shire og derefter af Great Ocean Road. Derefter går ruten tilbage til Geelong, hvor der køres tre runder i byen inden opløbet ved vandet. Løbet passer til puncheurs, som kan komme fri på de korte men stejle bakker.
Kardinia Park var et af de stadioner, der blev brugt ved verdensmesterskabet i T20 cricket i 2022.

## Uddannelse
I 2021 var der over 24.000 elever på grundskoler og sekundærskoler i Geelong. 26% af eleverne går på katolske privatskoler og yderligere 17% på andre privatskoler. Derudover er der over 14.000, som studerer på en videregående uddannelse. De første skoler i Geelong blev bygget i 1850'erne, heriblandt byens to kendte og historiske privatskoler The Geelong College og Geelong Grammar School.
Geelong har også den ældste sekundære skole i Victoria, Geelong High School, som blev grundlagt i 1905.
Gordon Memorial Technical College åbnede i 1888 og er i dag kendt som Gordon Institute of TAFE. I 1976 blev Gordon Institute delt i to, hvor den akademiske del indgik i det nye Deakin University. Deakin University optog de første studerende i Waurn Ponds i det sydvestlige Geelong i 1977. I dag ligger universitetet på et 365 ha stort område ved Waurn Ponds, hvor der er mere end 7.000 studerende. Universitetet har også et campus ved Corio Bay i Geelong centrum med over 4.000 studerende, et campus i Burwood, Melbourne og et campus i Warrnambool i Western Victoria.

## Infrastruktur

### Sundhed
Barwon Health er et offentligt selskab, som står for sundhedsvæsenet i Geelong-regionen. University Hospital Geelong er regionens store hospital, der tilbyder alle former for behandlinger med undtagelse af nervekirurgi og transplantationer. Derudover er der flere sundhedscentre i byen. Barwon Health driver også plejehjem og rehabiiliteringscentre i Geelong.
De største privathospitaler er det katolske St John of God Health Care og Epworth i Waurn Ponds.

### Forsyningsvirksomhed
Vandforsyning og opsamling i Geelong administreres af det offentlige selskab Barwon Water. Geelong får vand fra tre flodsystemer: Barwon, East Moorabool og West Moorabool. Flodsystemerne afvander Brisbane Ranges mod nordvest og Otway Ranges mod sydvest. Grundvand pumpes op ved Anglesea og Geelong er også forbundet med Victorias vandforsyningsnetværk. Spildevand fra Geelong bliver renset i Black Rock Treatment Plant ved Breamlea inden det ledes ud i Bass Strait.
Geelong fik elektricitet i 1902, da et kraftværk blev sat i drift på hjørnet af Yarra Street og Brougham Street. Det blev senere kendt som Geelong A. Kraftværket blev ombygget og udvidet i 1920 og var i drift indtil 1961. I 1936 blev Geelong forbundet med Victorias elnet. Kraftværket Geelong B åbnede i North Geelong i 1954, men lukkede allerede i 1970, da kraftværkerne i Latrobe Valley var langt mere effektive. Geelong Gas Company åbnede i 1860 med kulgas. Gasværket lå i North Geelong ved siden af jernbanestationen. Geelong skiftede til naturgas i 1971, da Geelong Gas Company blev overtaget af Gas and Fuel Corporation of Victoria.

### Vejnet
Bilen er det vigtigste transportmiddel i Geelong. Byen har gode vejforbindelser til hele det sydvestlige Victoria, til Melbourne af Princes Freeway (M1), der har 3 eller 4 baner hver vej, til Warrnambool af Princes Highway (A1), til Bellarine-halvøen af Bellarine Highway (B110), Ballarat af Midland Highway (A300) og til Hamilton af Hamilton Highway (B140). Ringvejen, Geelong Ring Road, går uden om byen og forbinder Princes Freeway med Princes Highway.

### Lufthavn
Avalon Airport ligger omkring 15 kilometer nordøst for centrum i forstaden Avalon. Den blev lavet i 1953 i forbindelse med produktion af militærfly. Den anvendes også til reparation af kommercielle fly og pilottræning. Avalon Airport har været base for lavprisselskabet Jetstar siden 2004. Et andet lavprisselskab, Bonza, begyndte flyvninger fra Avalon Airport i 2023. Der er forbindelser til Sydney, Gold Coast og Sunshine Coast. Før Covid-19 pandemien var der også internationale forbindelser til Kuala Lumpur med AirAsia X og Denpasar med Citilink.
Flyshowet Australian International Airshow afholdes i Avalon Airport hvert andet år.

### Jernbane
Geelong er knudepunkt for jernbanetransport i Victoria, og der er hyppige afgange til og fra Melbourne. Warrnambool-jernbanen, som forbinder Warrnambool med Melbourne, går gennem Geelong. Operatøren er det delstatskontrollerede V/Line. Der er to store stationer i Geelong centrum og Waurn Ponds. Derudover er der en række mindre stationer i Geelong: Deakin University, Marshall, South Geelong, North Geelong, Northshore, Corio, Lara og Little River. Der er også en jernbane mellem Geelong og Ballarat, der i dag kun bruges til fragt. Ligeledes er der en forbindelse mellem Melbourne og Adelaide gennem Geelong, som også bruges kun bruges til fragt, bortset fra 2 ugentlige afgange med passagertoget The Overland. Ingen af linjerne er elektrificerede og alle tog er dieseldrevne.
Tidligere var der også en jernbanelinje fra Geelong til Bellarine-halvøen gennem Queenscliff, men den stoppede med regelmæssig passagerdrift i 1976. Bellarine Railway køre på en del af linjen mellem Drysdale og Queenscliff som en turistattraktion.
Den australske stat og Victoria planlægger en en stor opgradering af forbindelsen mellem Geelong og Melbourne, som vil reducere kørselstiden fra 60 til 50 minutter.
Der er også planer om en ny jernbaneforbindelse mod syd til Armstrong Creek og Torquay.

### Havn og færgeforbindelser
Port of Geelong ved Corio Bay er Victorias næststørste havn og den største bulk-havn. De vigtigste varer er råolie og olieprodukter, korn, træflis, aluminium og gødning.
Port Phillip Ferries driver en færgerute fra Geelong til Melbourne med én daglig afgang og en overfartstid på 2 timer og 10 minutter. Der er også en færgeforbindelse til Portarlington på Bellarine-halvøen.
I oktober 2022 flyttede færgen til Tasmanien, Spirit of Tasmania, til en ny terminal i North Geelong i stedet for den gamle i Port Melbourne.